# Siaugues-Sainte-Marie
Siaugues-Sainte-Marie is een gemeente in het Franse departement Haute-Loire (regio Auvergne-Rhône-Alpes). De plaats maakt deel uit van het arrondissement Brioude. Siaugues-Sainte-Marie telde op 1 januari 2022 827 inwoners.

## Geografie
De oppervlakte van Siaugues-Sainte-Marie bedroeg op 1 januari 2022 40,01 vierkante kilometer; de bevolkingsdichtheid was toen 20,7 inwoners per km².

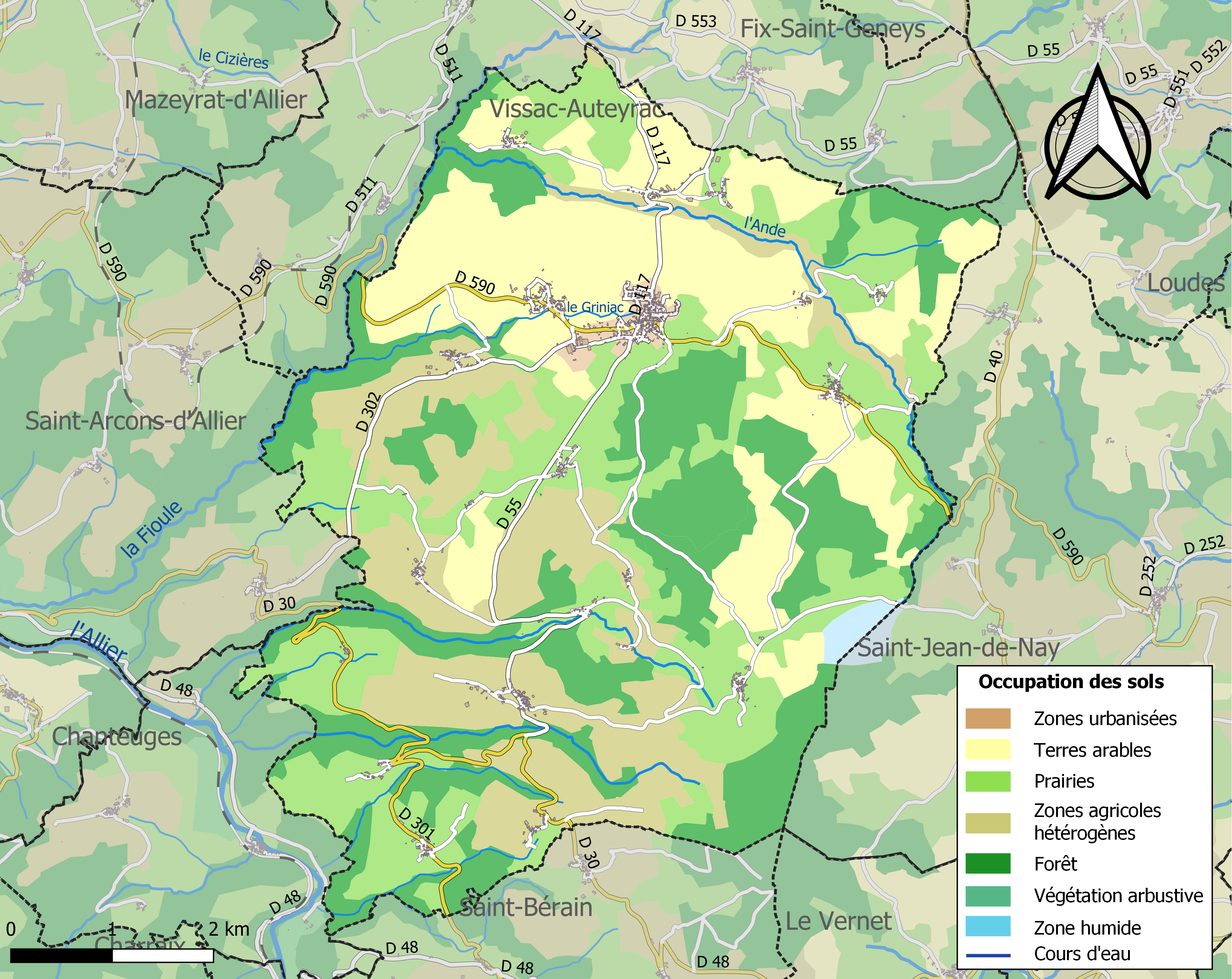
Kaart van de gemeente met de belangrijkste infrastructuur, bodemgebruik en omliggende gemeenten

## Demografie
Onderstaande figuur toont het verloop van het inwonertal (bron: INSEE-tellingen).